# Demigod (відеогра)
Demigod (укр. Напівбог)  — відеогра в жанрі MOBA, розроблена  студією Gas Powered Games і видана компанією Stardock. Концепція гри створена на основі багатокористувацької мапи DotA для Warcraft III: The Frozen Throne. 

## Ігровий процес
У грі існує 10 напівбогів, розділених на 2 види: ассасини і полководці. У кожного напівбога є власний набір спеціальних здібностей, що стає доступними з отриманням нових рівнів: чим вище рівень напівбога, тим більш потужні здібності. Очки досвіду заробляються, коли гравець вбиває ворогів і захоплює прапори. Для поліпшення свого героя гравець також може купити в крамниці одяг, що підвищує характеристики персонажа, а для бою - різні зілля здоров'я, телепорти та інше. Золото заробляється в шахтах.